# 앤 윈터스
앤 윈터스(Anne Winters, 1994년 6월 3일 ~ )는 미국의 배우, 가수이다.

## 출연 작품

### 영화
- 맘&대드 (2017)
- 나이트 스쿨 (2018)
- 카운트다운 (2019) - 코트니 역

### 텔레비전
- 타이런트 (2014-16)
- 루머의 루머의 루머 (2018-20)
- 오빌 (2022)